# Lámbros Athanassoúlas
Lámbros Athanassoúlas (en grec moderne : Λάμπρος Αθανασούλας, né le 10 novembre 1976 en Grèce), est un pilote de rallye grec.